# Ингемар Стенмарк
Јан Ингемар Стенмарк (швед. Jan Ingemar Stenmark) је бивши шведски алпски скијаш. Сматра се једним од најбољих шведских спортиста свих времена као и најбољим слаломашем и велеслаломашем икада.
Стенмарк је рођен у покрајини Лапонији. Почео је да скија као петогодишњи дечак а први пут је победио на неком националном такмичењу када је имао осам година.

## Рекорди
Стенмарк је рекордер по броју победа у Светском купу, победио је на 86 трка, док је следећи на ранг листи Херман Мајер са 54 победе. Све победе је остварио у слалому и велеслалому. Ретко се такмичио у спусту и комбинацији а супервелеслалом се појавио када је он био при крају каријере. Стенмарк и даље има рекорд за највећу маргину победе у алпској трци Светског купа: 4,06 секунди испред другопласираног Бојана Крижаја у Јасни 4. фебруара 1979. Стенмарк је био познат као тих шампион, са кратким, али љубазним одговорима на питања медија.
На Светском првенству 1978. у Гармиш-Партенкирхену, Западна Немачка, Стенмарк је победио у слалому за две трећине секунде и велеслалому за више од две секунде, и успешно је одбранио обе светске титуле на Зимским олимпијским играма 1980. у Лејк Плациду, које су се такође рачунале као светска првенства. На следећим такмичењима 1982. у Аустрији, имао је подстандардну прву вожњу у велеслалому и био је надмашен од стране Американца Стева Махра, те је морао да се задовољи сребром. Стенмарк је победио у слалому и постао први који је освојио исту титулу на три узастопна светска првенства. Са 25 година, то је била његова последња медаља на великом такмичењу.
На Олимпијским играма у Сарајеву није могао да учествује јер је имао статус професионалца, па самим тим није бранио златне медаље освојене 1980. у Лејк Плесиду. Учешће је такоже онемогућено Хани Венцелу из Лихтенштајна; обојица су освојили двострука злата 1980. године. Четири године касније му је дозвољено да се такмичи на Олимпијским играма у Калгарију, али је прошао свој врхунац и није освојио медаљу (међутим, имао је најбржу другу вожњу у слаломском такмичењу). Повукао се из такмичења у Светском купу на крају сезоне 1989. у марту, неколико дана пре свог 33. рођендана.

## Остало
У периоду од 1976. до 1978, када је био победник Светског купа, заједно са тенисером Бјерном Боргом постао је национална икона у Шведској. То није промењено ни његовим пресељењем у Монако због нижих пореских стопа. Са 40 година освојио је првенство Шведске Суперстарс 1996. Он је преживео земљотрес у Индијском океану 26. децембра 2004. током боравка у Тајланду. Године 2015, био је играч на Let's Dance 2015, где се удружио са професионалном плесачицом Сесилијом Ерлинг.

## Освојени кристални глобуси
| Сезона | Дисциплина |
| ------ | ---------- |
| 1975.  | Велеслалом |
| 1975.  | Слалом     |
| 1976.  | Укупно     |
| 1976.  | Велеслалом |
| 1976.  | Слалом     |
| 1977.  | Укупно     |
| 1977.  | Велеслалом |
| 1977.  | Слалом     |
| 1978.  | Укупно     |
| 1978.  | Велеслалом |
| 1978.  | Слалом     |
| 1979.  | Велеслалом |
| 1979.  | Слалом     |
| 1980.  | Велеслалом |
| 1980.  | Слалом     |
| 1981.  | Велеслалом |
| 1981.  | Слалом     |
| 1983.  | Слалом     |
| 1984.  | Велеслалом |

## Победе у Светском купу
| Датум              | Место              | Трка       |
| ------------------ | ------------------ | ---------- |
| 17. децембар 1974. | Мадона ди Кампиљо  | Слалом     |
| 12. јануар 1975.   | Венген             | Слалом     |
| 23. фебруар 1975.  | Наеба              | Велеслалом |
| 2. март 1975.      | Гарибалди          | Велеслалом |
| 13. март 1975.     | Сан Вели           | Велеслалом |
| 15. децембар 1975. | Штерцинг           | Слалом     |
| 11. јануар 1976.   | Венген             | Слалом     |
| 24. јануар 1976.   | Кицбил             | Слалом     |
| 27. јануар 1976.   | Цвизел             | Велеслалом |
| 7. март 1976.      | Копер Маунтин, САД | Слалом     |
| 14. март 1976.     | Аспен              | Слалом     |
| 3. јануар 1977.    | Лакс               | Слалом     |
| 10. јануар 1977.   | Берхтесгаден       | Слалом     |
| 16. јануар 1977.   | Кицбил             | Слалом     |
| 23. јануар 1977.   | Венген             | Слалом     |
| 6. фебруар 1977.   | Санкт Антон        | Слалом     |
| 6. март 1977.      | Сан Вели           | Велеслалом |
| 18. март 1977.     | Вос                | Слалом     |
| 20. март 1977.     | Оре                | Слалом     |
| 21. март 1977.     | Оре                | Велеслалом |
| 25. март 1977.     | Сијера Невада      | Велеслалом |
| 10. децембар 1977. | Вал д'Изер         | Велеслалом |
| 13. децембар 1977. | Мадона ди Кампиљо  | Слалом     |
| 14. децембар 1977. | Мадона ди Кампиљо  | Велеслалом |
| 5. јануар 1978.    | Оберштауфен        | Слалом     |
| 8. јануар 1978.    | Цвизел             | Велеслалом |
| 9. јануар 1978.    | Цвизел             | Слалом     |
| 18. март 1978.     | Ароза              | Велеслалом |
| 9. децембар 1978.  | Шладминг           | Велеслалом |
| 21. децембар 1978. | Крањска Гора       | Слалом     |
| 22. децембар 1978. | Крањска Гора       | Велеслалом |
| 7. јануар 1979.    | Куршевел           | Велеслалом |
| 16. јануар 1979.   | Аделбоден          | Велеслалом |
| 23. јануар 1979.   | Штајнах            | Велеслалом |
| 4. фебруар 1979.   | Јасна (место)      | Велеслалом |
| 10. фебруар 1979.  | Оре                | Велеслалом |
| 11. фебруар 1979.  | Оре                | Слалом     |
| 4. март 1979.      | Лејк Плесид        | Велеслалом |
| 12. март 1979.     | Хевенли Вели       | Велеслалом |
| 17. март 1979.     | Фурано             | Слалом     |
| 19. март 1979.     | Фурано             | Слалом     |
| 8. децембар 1979.  | Вал д'Изер         | Велеслалом |
| 11. децембар 1979. | Мадона ди Кампиљо  | Слалом     |
| 12. децембар 1979. | Мадона ди Кампиљо  | Велеслалом |
| 21. јануар 1980.   | Аделбоден          | Велеслалом |
| 27. јануар 1980.   | Шамони             | Слалом     |
| 27. фебруар 1980.  | Вотервил Вели      | Слалом     |
| 1. март 1980.      | Мон Сент Ан        | Велеслалом |
| 10. март 1980.     | Кортина д'Ампецо   | Слалом     |
| 11. март 1980.     | Кортина д'Ампецо   | Велеслалом |
| 13. март 1980.     | Салбах-Хинтерглем  | Велеслалом |
| 15. март 1980.     | Салбах-Хинтерглем  | Слалом     |
| 9. децембар 1980.  | Мадона ди Кампиљо  | Слалом     |
| 10. децембар 1980. | Мадона ди Кампиљо  | Велеслалом |
| 6. јануар 1981.    | Морзин             | Велеслалом |
| 18. јануар 1981.   | Кицбил             | Слалом     |
| 26. јануар 1981.   | Аделбоден          | Велеслалом |
| 1. фебруар 1981.   | Санкт Антон        | Слалом     |
| 2. фебруар 1981.   | Шладминг           | Велеслалом |
| 8. фебруар 1981.   | Осло               | Слалом     |
| 11. фебруар 1981.  | Вос                | Велеслалом |
| 14. фебруар 1981.  | Оре                | Велеслалом |
| 9. јануар 1982.    | Морзин             | Велеслалом |
| 12. јануар 1982.   | Бад Висе           | Слалом     |
| 17. јануар 1982.   | Кицбил             | Слалом     |
| 19. јануар 1982.   | Аделбоден          | Велеслалом |
| 9. фебруар 1982.   | Кирхберг           | Велеслалом |
| 14. децембар 1982. | Курмајор           | Слалом     |
| 23. јануар 1983.   | Кицбил             | Слалом     |
| 11. фебруар 1983.  | Мархштајн          | Слалом     |
| 13. фебруар 1983.  | Тотнау             | Велеслалом |
| 26. фебруар 1983.  | Јеливаре           | Велеслалом |
| 13. децембар 1983. | Курмајор           | Слалом     |
| 20. децембар 1983. | Мадона ди Кампиљо  | Слалом     |
| 10. јануар 1984.   | Аделбоден          | Велеслалом |
| 17. јануар 1984.   | Парпан             | Слалом     |
| 23. јануар 1984.   | Кирхберг           | Велеслалом |
| 4. фебруар 1984.   | Боровец            | Велеслалом |
| 7. март 1984.      | Вејл               | Велеслалом |
| 15. децембар 1985. | Алта Бадија        | Велеслалом |
| 25. јануар 1986.   | Санкт Антон        | Слалом     |
| 27. фебруар 1986.  | Хемседал           | Велеслалом |
| 18. март 1986.     | Лејк Плесид        | Велеслалом |
| 29. новембар 1986. | Сестријере         | Слалом     |
| 14. фебруар 1987.  | Мархштајн          | Слалом     |
| 19. фебруар 1989.  | Аспен              | Велеслалом |